# Ганс Керль (підводник)
Ганс Керль (нім. Hans Keerl; 5 січня 1921, Фрайбург — 28 листопада 1944, Балтійське море) — німецький офіцер-підводник, капітан-лейтенант крігсмаріне.

## Біографія
15 вересня 1939 року вступив на флот. З грудня 1941 року — 2-й, в лютому-квітні 1943 року — 1-й вахтовий офіцер на підводному човні U-598, після чого пройшов курс командира човна. З 3 серпня по 30 вересня 1943 року — командир U-291, з 1 жовтня 1943 року — U-80. 28 листопада 1944 року човен затонув у Балтійському морі західніше Піллау внаслідок морської аварії під час тренувального занурення. Всі 50 членів екіпажу загинули.

## Звання
- Кандидат в офіцери (15 вересня 1939)
- Морський кадет (1 лютого 1940)
- Фенріх-цур-зее (1 липня 1940)
- Оберфенріх-цур-зее (1 листопада 1941)
- Лейтенант-цур-зее (1 травня 1942)
- Оберлейтенант-цур-зее (1 грудня 1943)
- Капітан-лейтенант (1 листопада 1944)

## Нагороди
- Залізний хрест 2-го класу (14 вересня 1942)
- Нагрудний знак підводника (9 лютого 1943)